# جون دوفي (لاعب كرة قدم أمريكي)
جون دوفي (بالإنجليزية: John Duffy)‏ (6 سبتمبر 1905 - 27 سبتمبر 1984 في الولايات المتحدة) هو لاعب كرة قدم أمريكي في مركز الدفاع، شارك في الألعاب الأولمبية الصيفية 1928. وشارك مع منتخب الولايات المتحدة لكرة القدم. أما مع النوادي، فقد لعب مع نيويورك جاينتس ونيويورك ناشيونالز وNew York Soccer Club ‏ وBrooklyn Wanderers ‏ وPhiladelphia Field Club ‏ وNewark Skeeters ‏.

## وصلات خارجية
- جون دوفي على موقع قاعدة بيانات كرة القدم.إي يو (الإنجليزية)
- جون دوفي على موقع أوليمبيديا (الإنجليزية)